# Cima Nove (Dolomiti di Sesto)
La Cima Nove (Neunerköfele in tedesco) è una montagna delle Dolomiti alta 2.581 m s.l.m., nel gruppo delle Dolomiti di Sesto.

## Descrizione

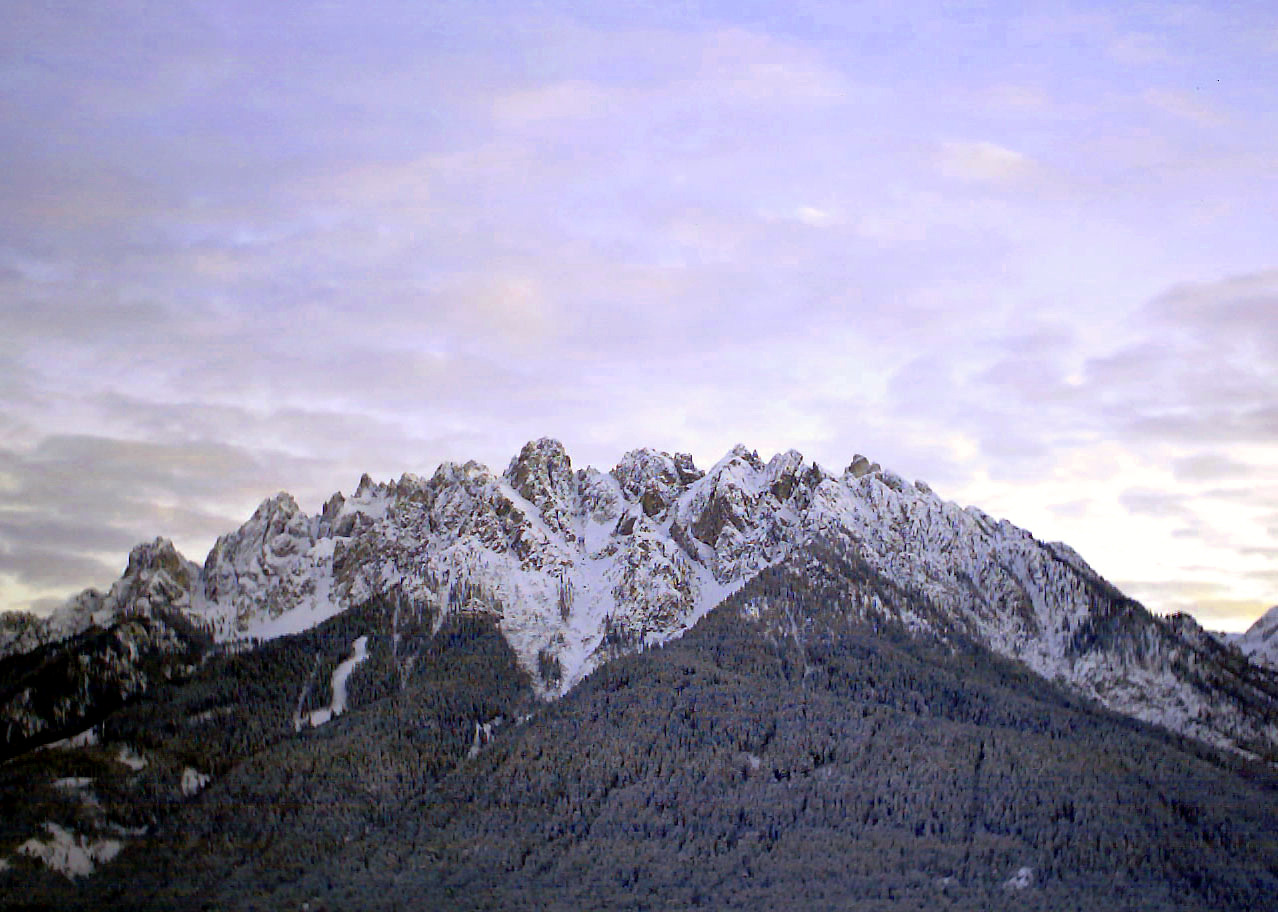
Veduta

La montagna sovrasta da sud il paese di Dobbiaco, che si trova ai suoi piedi.
Il nome deriva dal fatto che il sole si trova sopra la montagna alla nona ora del mattino, visto da Sesto. Infatti, la cima fa parte della cosiddetta Sextner Sonnenuhr (ovvero la meridiana di Sesto), composta da cinque montagne.
A volte è anche chiamata con il nome "le nove cime", in quanto da Dobbiaco si possono contare ben nove cocuzzoli sulla cresta della catena montuosa.